# Schizura unicornis
Schizura unicornis is een vlinder uit de familie van de tandvlinders (Notodontidae). De wetenschappelijke naam van de soort is voor het eerst geldig gepubliceerd in 1797 door Abbot & Smith.